# Fabiola Morales Castillo
Fabiola María Morales Castillo (Sullana, 26 de diciembre de 1955) es una periodista, profesora y política peruana. Es regidora de la Municipalidad de Lima desde el 1 de enero del 2023 y fue congresista de la república por Piura durante 2 periodos.

## Biografía
Nació en el distrito de Sullana, ubicado en el departamento de Piura, el 26 de diciembre de 1955.
Estudió Ciencias de la Comunicación y de la Educación en la Universidad de Piura, es licenciada y tiene un postgrado en Ciencias de la Información, Programa de Graduados Latinoamericanos, Universidad de Navarra, Pamplona, España. Es doctora en Ciencias de la Información (Comunicación) por la Universidad Complutense de Madrid (España y máster en Gobierno de Organizaciones y Empresas por la Escuela de Alta Dirección de la Universidad de Piura (2016).
Ha estudiado el Programa para la Alta Dirección (PAD) en el 2010. Ha participado en los Programas para Propietarios de Pequeñas y Medianas Empresas y de Formación Empresarial, Escuela de Alta Dirección (Universidad de Piura). 
Ha sido presidenta y vicepresidenta de la Asociación Peruana de Facultades de Comunicación Social (Apfacom) y miembro de la Federación Latinoamericana de Facultades de Comunicación Social (Felafacs).

## Trayectoria laboral
Ha sido profesora principal en las facultades de Ciencias de la Comunicación, Administración de Empresas y Ciencias de la Educación, de la Universidad de Piura hasta el año 2001. Se desempeñó, además, como profesora extraordinaria del Programa Máster en Dirección de Empresas.
Durante 10 años, hasta el 2001, ocupó los cargos de directora de la Oficina de Información de la Universidad de Piura, directora de Investigaciones, directora de Extensión y directora de Estudios de la misma Universidad. Paralelamente fue jefa de Redacción (1998–2000) y directora de Informaciones (1993) del diario el Tiempo de Piura.
Desde 2012, es miembro del Comité de Dirección de la Escuela de Negocios de la Universidad de Piura, PAD. Profesora y Directora de Comunicación Corporativa de esa Escuela.

## Trayectoria política

### Congresista de la República
Fabiola Morales se inició en el ámbito político como militante del Solidaridad Nacional de Luis Castañeda Lossio, donde ejerció los cargo de vocera y coordinadora partidaria.
Su primera participación en la política fue en las elecciones generales del año 2001 como candidata al Congreso de la República, representando a su natal departamento de Piura, por la Unidad Nacional liderada por Lourdes Flores. Morales luego resultó elegida como congresista en las elecciones parlamentarias, con 13,030 votos, para el periodo parlamentario 2001-2006.
Durante su labor en el legislativo, fue presidenta de la Comisión de Ambiente y Ecología (2002-2003), de la Comisión Revisora del Código de Medio Ambiente (2003-2004), de la Comisión de Ética (2004-2005) y de la Comisión de Gobiernos Locales (2005-2006). Formó parte de la lista a la Mesa Directiva encabezada por Ántero Flores-Aráoz que finalmente perdió ante Henry Pease de Perú Posible.
Al culminar su gestión, Morales postuló a la reelección en la elecciones parlamentarias del 2006 y tuvo éxito con 13,597 votos para el periodo 2006-2011.
En su segunda gestión, Morales integró la Mesa Directiva presidida por Mercedes Cabanillas en 2006 y por Javier Velásquez Quesquén en 2008. También presidió la Comisión de Ética y la Comisión de la Mujer, así como las Subcomisiones de Pesca y, después, de la de Minería e Impactos Sociales y medio ambientales. Durante 4 años, fue portavoz de la bancada Unidad Nacional ante el Congreso de la República.
Intentó nuevamente su reelección en las elecciones parlamentarias del 2011 por lista de Lima Metropolitana de la Alianza Solidaridad Nacional, sin embargo, no resultó reelegida.

### Regidora de Lima
En las elecciones municipales del 2014, Morales participó en la lista de regidores del Municipio de Lima encabezados por Luis Castañeda Lossio de Solidaridad Nacional. Finalmente, Morales fue elegida como regidora para el periodo 2015-2018, sin embargo, no asumió el cargo por motivos personales y laborales, siendo reemplazado por Gustavo Orbegoso Valdivia.
Postuló nuevamente al Congreso de la República en las elecciones del 2021 por el partido Renovación Popular de Rafael López Aliaga, ambos exmiembros de Solidaridad Nacional.
Morales volvió a postular como regidora en las elecciones municipales del 2022 por Renovación Popular y tuvo éxito para el periodo 2023-2026.

## Controversias

### Acusaciones
En el año 2005, el comerciante Luis Alberto Sernaqué denunció haber pagado S/15 mil a Lisbeth Seminario, asistente en la oficina descentralizada de Piura, de Fabiola Morales, para supuestamente asegurarse un cupo en la lista de aspirantes al Congreso de la República.
Al iniciar su segundo periodo parlamentario fue duramente criticada por la prensa y la opinión pública cuando cobró S/16,300 por "gastos de instalación", pese a que era congresista reelecta y vivía en Lima desde el 2001. Sin embargo, Morales justificó el cobro señalando: “Cobré porque es un derecho de todos los parlamentarios desde 1990 y nunca hubo acuerdo en la bancada para no hacerlo”. Sin embargo, devolvió la cantidad referida al Congreso.

### Mensajes homofóbicos
En diciembre de 2010, a través de su cuenta de Twitter, Morales se refirió al Congresista Carlos Bruce sugiriéndole que "salga del clóset". Un sector de la prensa lo tomó como una referencia a las preferencias sexuales que hizo públicas Bruce. Fabiola Morales es además conocida por sus ideas conservadoras, impidiendo cualquier tipo de legislación en beneficio de los matrimonios homosexuales en el Congreso. Contraria al aborto y férrea defensora de los derechos del no nacido.

### Elección del Tribunal Constitucional
El 3 de junio de 2010, durante la crucial elección de los 2 miembros del Tribunal Constitucional, sucedió un hecho insólito; se esperaba su voto y el de Walter Menchola, también del Solidaridad Nacional, y a pesar de que ambos marcaron asistencia, justo antes de empezar la votación, salieron de la cámara aduciendo que atendían una llamada telefónica, todo a pesar de haberse comprometido públicamente que votarían en concordancia con la bancada de oposición. Con lo cual no se concretó la elección del candidato Carlos Ramos Nuñez por, coincidentemente, 2 votos. Lo cual era el objetivo de la bancada oficialista aprista.

### Mensajes polémicos
El 7 de junio de 2013, el Ministerio de Cultura le pidió a Morales una rectificación por comentarios discriminatorios alusivos a ciudadanos ecuatorianos, llamándolos "monos"  publicados de manera continua en su cuenta de Twitter, con motivo del partido de fútbol que enfrentaron Perú y Ecuador por las Clasificatorias para el Mundial de Fútbol Brasil 2014.